# Villa Boveri

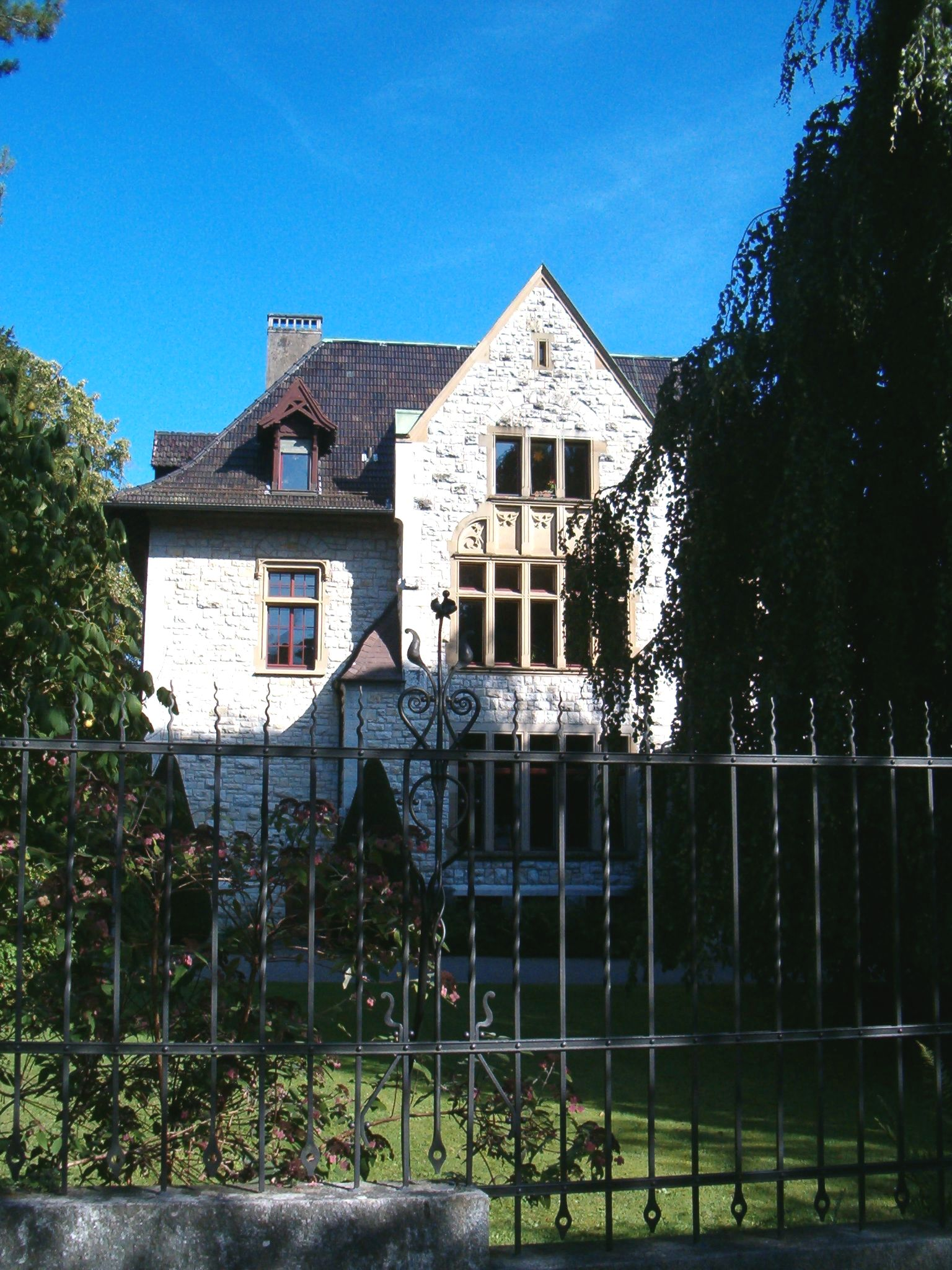
Villa Boveri

Die Villa Boveri ist eine denkmalgeschützte neugotische Villa in Baden im Kanton Aargau. Sie wurde zwischen 1895 und 1897 von den Architekten Curjel & Moser für die Familie des Industriellen Walter Boveri errichtet und ist ein Kulturgut von nationaler Bedeutung. Umgeben ist die Villa von einer Gartenanlage, eine für die Schweiz seltene Kombination von englischem Landschaftsgarten und Neobarockgarten. Die Villa ist im Besitz der Wohlfahrtsstiftung von Asea Brown Boveri (ABB).

## Gebäude
Die Villa befindet sich südlich der Badener Altstadt in der Nachbarschaft des Schulhauses Ländli und des Bezirksgebäudes, an der Kante eines zur Limmat hin abfallenden Hanges. Das Gebäude besitzt einen quadratischen Grundriss und ein mächtiges Walmdach, die Fassaden sind mit Mittelrisaliten, Blendgiebeln und Loggien stark durchgestaltet. Im Sockelgeschoss besteht das Mauerwerk aus rustizierten Bossenquadern, die beiden Obergeschosse aus Bruchsteinen. Die Gewände der asymmetrisch angeordneten Fenster sind mit feinem Sandstein profiliert. Weitere gotisierende Zierformen sind auf den Balkonbrüstungen zu finden. An die Südfassade ist ein Treppenhaus angebaut.

## Baugeschichte
Walter Boveri hatte 1891 zusammen mit Charles Eugene Lancelot Brown den Elektrotechnikkonzern Brown, Boveri & Cie. (BBC), die heutige Asea Brown Boveri, gegründet. 1895 beauftragte er den Architekten Karl Moser mit dem Bau einer Villa für sich und seine Familie. Für dieses Vorhaben wählte er ein Grundstück südlich der Badener Altstadt, also in relativ grosser Entfernung zum Firmengelände. Dies entsprach nicht den bisherigen Gepflogenheiten von Unternehmern, die ihre Direktorenvillen in Fabriknähe errichtet hatten. Das 1897 fertiggestellte Gebäude war die erste von vier Villen, die Moser und Robert Curjel in Baden für die Gründer- und Besitzerfamilien der BBC erbauten (neben der Villa Langmatt, der Villa Baumann und der Villa Römerburg). Den Garten legte der bekannte Gartenarchitekt Evariste Mertens an.
Zwischen 1900 und 1904 entstanden nach Plänen des Büros Curjel & Moser zusätzlich ein Gartenhaus, ein Ökonomiegebäude und eine gedeckte Reithalle. Carl Sattler erweiterte den bestehenden Landschaftsgarten in den Jahren 1908/09 um einen Neobarockgarten, ausserdem errichtete er bis 1911 einen Gartensaal und ein Badehaus. Nach dem Tode von Boveris Witwe im Jahr 1930 stand die Villa 13 Jahre lang leer. 1943 ging sie in den Besitz der BBC über und wurde zu einem Clubhaus für gesellige Anlässe der Firmenangestellten umfunktioniert. Das Schwimmbassin und den Tennisplatz hob man 1955 auf, 1982 wichen das Gartenhaus, das Ökonomiegebäude und die Reithalle einem Neubau. Nachdem die Villa 1976 unter Denkmalschutz gestellt worden war, erfolgte 1994/95 eine umfangreiche Renovation von Villa, Gartensaal und Badehalle. Die beiden erhalten gebliebenen Nebenbauten und die Parkanlage stehen seit 1994 ebenfalls unter Denkmalschutz.

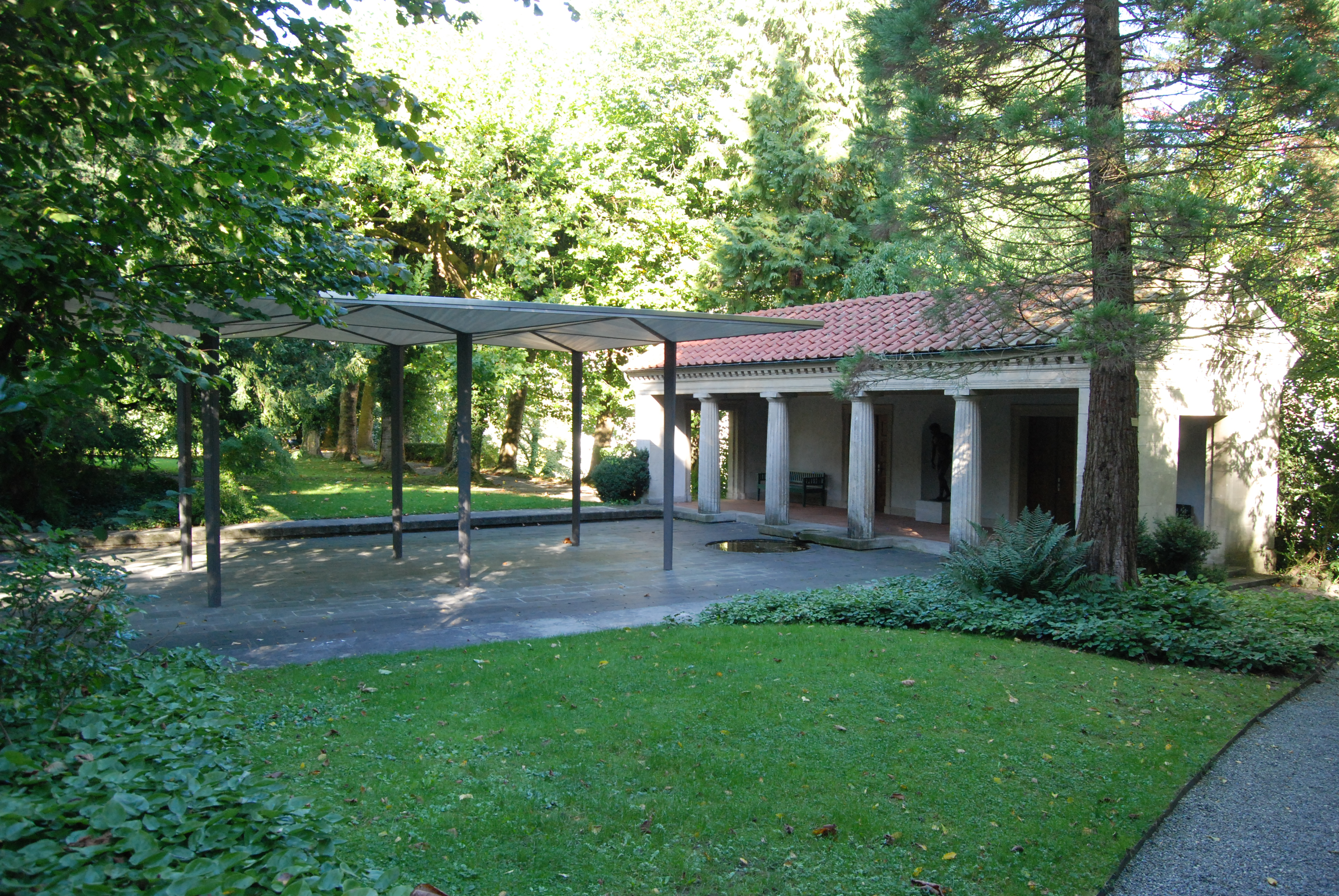
Badehaus
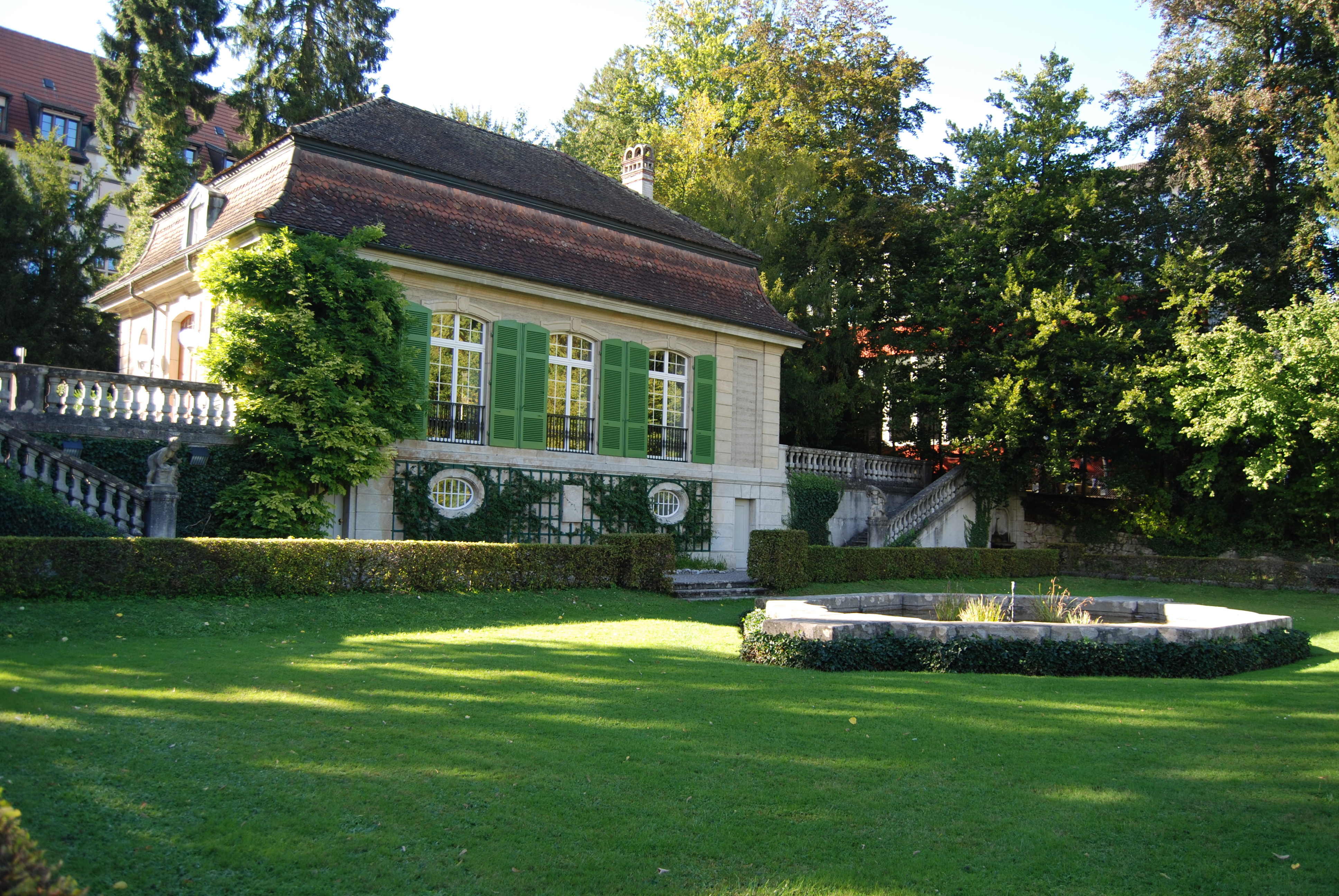
Gartensaal
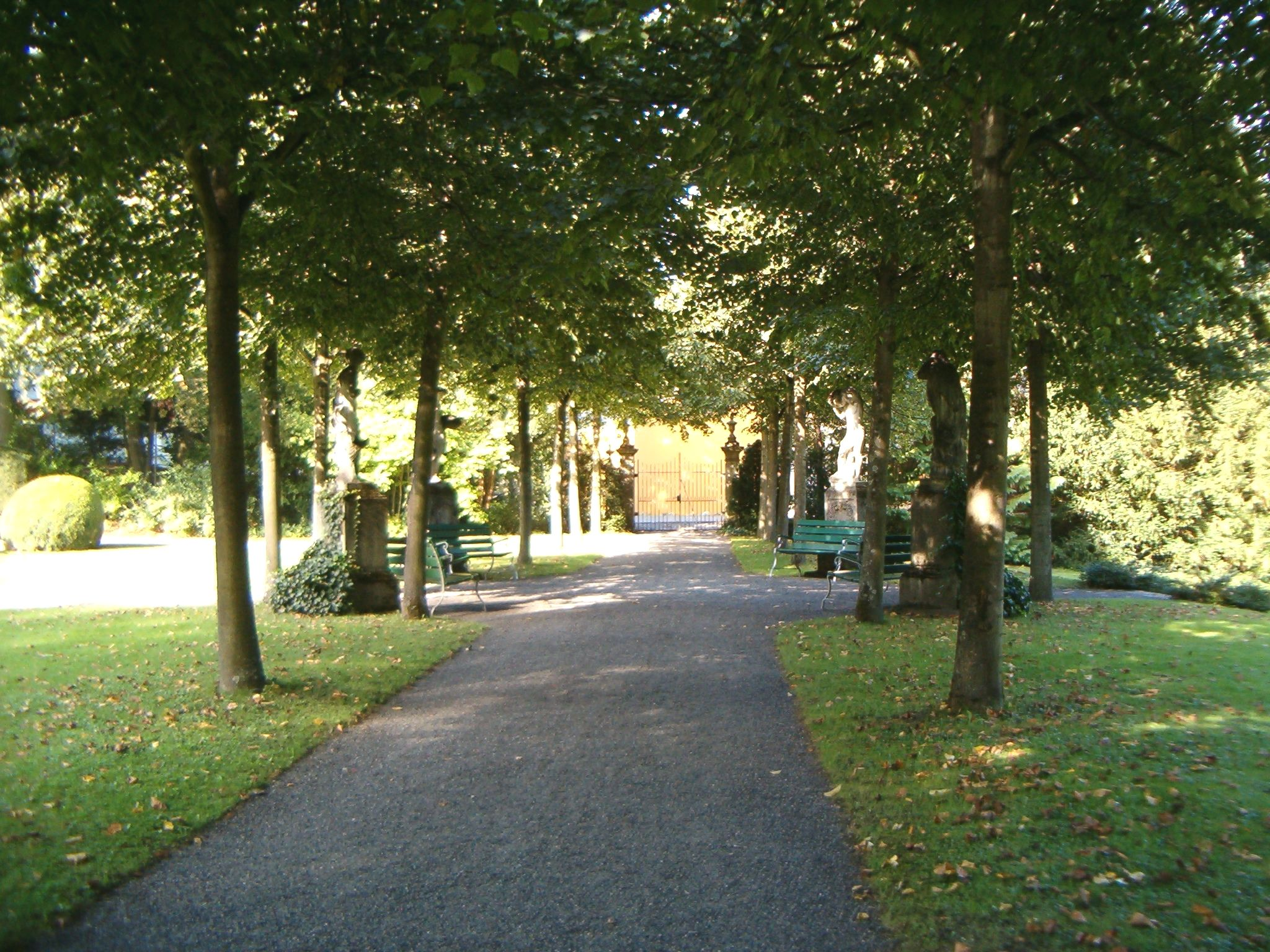
Landschaftsgarten
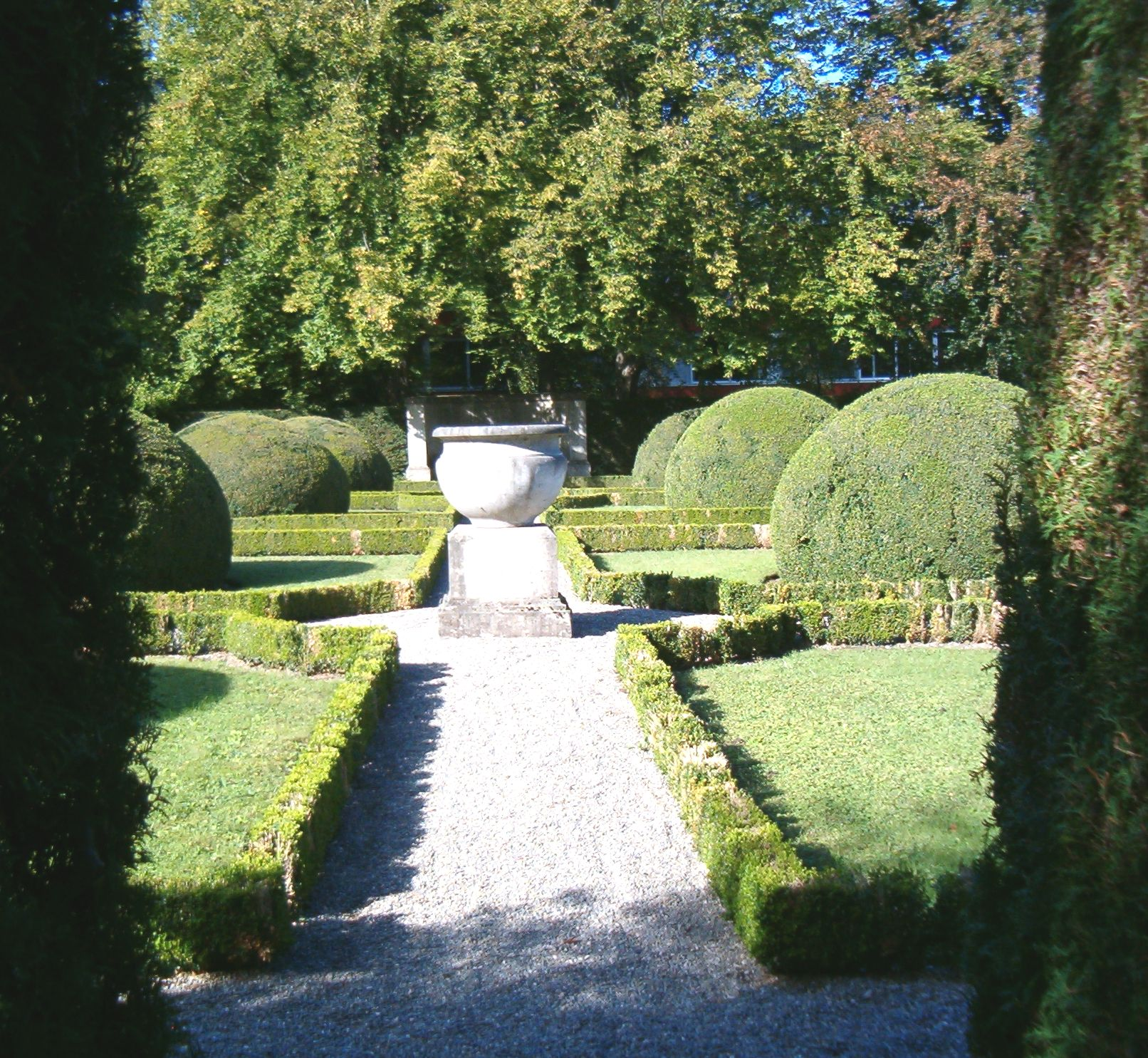
Barockgarten